# Heather Graham (színművész)
Heather Joan Graham (Milwaukee, 1970. január 29. –) amerikai színésznő. Két Screen Actors Guild-díj, egy Critics' Choice Movie Award és egy Independent Spirit Award jelölést kapott.
Főszerepet játszott a Húgom, nem húgom (2001) és A pokolból (2001) című filmekben. Mellékszerepei voltak a Mária Magdolna (2005) című filmdrámában, valamint a Másnaposok és a Másnaposok 3. (2013) című vígjátékokban. 2018-ban debütált rendezőként a Half Magic című vígjátékkal.
Olyan televíziós sorozatokban tűnt fel, mint a Dokik (2004) és a Kaliforgia (2014). 

## Fiatalkora és családja
1970. január 29-én született a Wisconsin állambeli Milwaukee-ban. Két gyermek közül ő az idősebb, húga, Aimee Graham színésznő és író. Édesanyja, Joan (leánykori nevén Bransfield) tanárnő és gyermekkönyvek szerzője. Édesapja, James Graham visszavonult FBI-ügynök.
Családja számos alkalommal költözött, mielőtt kilencéves korában Agoura Hillsben (Kalifornia) telepedtek le. Az Óz, a nagy varázsló című iskolai előadás során ismerkedett meg a színészettel. 
A középiskola után beiratkozott a Kaliforniai Egyetemre, ahol két évig tanult angol nyelvet. Szülei akara ellenére kilépett az UCLA-ről, hogy színészettel foglalkozhasson.

## Magánélete

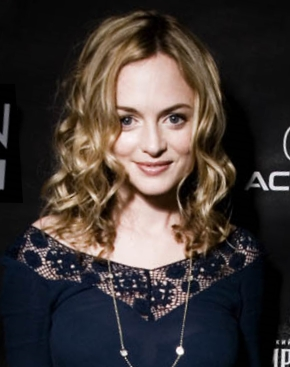
2007 júniusában

Korábbi élete során elhidegült szüleitől. A médiában megjelenő, szüleivel kapcsolatos viszonyáról szóló híresztelésekről a következőket nyilatkozta: „Nem igazán szeretek a szüleimről beszélni, mert úgy érzem, hogy a sajtóban félreértelmezik ezt a dolgot.”
1991 óta gyakorolja a transzcendentális meditációt, David Lynch hatására. A valóságshow-k iránti nemtetszését is kifejezte, amikor egy 2007-es interjúban kijelentette: „Szerintem ez egy kicsit furcsa – miért akarjuk mindannyian nézni, ahogy mások szenvednek? Mások fájdalma és szenvedése – ez elég szomorúnak tűnik.”
1992-ben James Woodsszal, az Éjféli bunyó című filmben szereplő partnerével randizott. Később Adam Ant rocksztár párja lett. 2008–2011 között Yaniv Raz izraeli forgatókönyvíróval élt párkapcsolatban. Egy időben Heath Ledgerhez is gyengéd szálak fűzték.
2022 óta John de Neufville partnere.
A Children International szószólója, és 2007-ben támogatta a Global Cool klímaváltozással foglalkozó kampányt.

## Filmográfia

### Film
| Év   | Magyar cím                        | Eredeti cím                                | Szerep                                               | Magyar hang         |
| ---- | --------------------------------- | ------------------------------------------ | ---------------------------------------------------- | ------------------- |
| 1984 | Mrs. Soffel – Börtönszerelem      | Mrs. Soffel                                | lány (stáblistán nem szerepel)                       |                     |
| 1987 |                                   | Student Exchange                           | Dorrie Ryder                                         |                     |
| 1988 | A mazsola                         | License to Drive                           | Mercedes Lane                                        | Szénási Kata        |
| 1988 | Ikrek                             | Twins                                      | Mary Ann Benedict fiatalon (stáblistán nem szerepel) |                     |
| 1989 | A gyógyszertári cowboy            | Drugstore Cowboy                           | Nadine                                               | Kisfalvi Krisztina  |
| 1990 | Szeretlek holtodiglan             | I Love You to Death                        | Bridget                                              | Hámori Eszter       |
| 1991 | Villamosszék Kft.                 | Guilty as Charged                          | Kimberly                                             | Roatis Andrea       |
| 1991 | Rock 'n' roll sztori              | Shout                                      | Sara Benedict                                        | Zsigmond Tamara     |
| 1992 | Twin Peaks – Tűz, jöjj velem!     | Twin Peaks: Fire Walk with Me              | Annie Blackburn                                      |                     |
| 1992 | Éjféli bunyó                      | Diggstown                                  | Emily Forrester                                      | Rudolf Teréz        |
| 1993 | Little Jo balladája               | The Ballad of Little Jo                    | Mary Addie                                           |                     |
| 1993 | Néha a csajok is úgy vannak vele  | Even Cowgirls Get the Blues                | Heather cowgirl                                      |                     |
| 1993 | 6szoros ölelés                    | Six Degrees of Separation                  | Elizabeth                                            | Vági Viktória       |
| 1994 | Mrs. Parker és az ördögi kör      | Mrs. Parker and the Vicious Circle         | Mary Kennedy Taylor                                  | Böhm Anita          |
| 1994 |                                   | Don't Do It                                | Suzanna                                              |                     |
| 1995 |                                   | Desert Winds                               | Jackie                                               |                     |
| 1995 | A félelem árnyékában              | Terrified                                  | Olive                                                |                     |
| 1996 | Bárbarátok                        | Swingers                                   | Lorraine                                             | Biró Anikó          |
| 1996 |                                   | Entertaining Angels: The Dorothy Day Story | Maggie Bowen                                         |                     |
| 1997 | Út a pokolba                      | Nowhere                                    | Lilith                                               | Somlai Edina        |
| 1997 | Egy fiú, két lány                 | Two Girls and a Guy                        | Carla Bennett                                        |                     |
| 1997 | Boogie Nights                     | Boogie Nights                              | Brandy / görkorcsolyás lány                          | Solecki Janka       |
| 1997 |                                   | Kiss & Tell                                | Susan Pretsel                                        |                     |
| 1997 | Sikoly 2.                         | Scream 2                                   | Casey Becker a filmben (cameo)                       | Papp Ági            |
| 1998 | Lost in Space – Elveszve az űrben | Lost in Space                              | Dr. Judy Robinson                                    | Solecki Janka       |
| 1999 | KicsiKÉM – Austin Powers 2.       | Austin Powers: The Spy Who Shagged Me      | Felicity Shagwell                                    | Solecki Janka       |
| 1999 | Fergeteges forgatás               | Bowfinger                                  | Daisy                                                | Németh Borbála      |
| 2000 | Férjfogó                          | Committed                                  | Joline                                               |                     |
| 2001 | Húgom, nem húgom                  | Say It Isn't So                            | Josephine Wingfield                                  | Dögei Éva           |
| 2001 |                                   | Sidewalks of New York                      | Annie                                                |                     |
| 2001 | A pokolból                        | From Hell                                  | Mary Jane Kelly                                      | Gubás Gabi          |
| 2002 | Magassági mámor                   | Killing Me Softly                          | Alice Tallis                                         | Kisfalvi Krisztina  |
| 2002 | A guru                            | The Guru                                   | Sharonna                                             | Létay Dóra          |
| 2002 | A guru                            | The Guru                                   | Sharonna                                             | Molnár Ilona        |
| 2003 | Ki nevel a végén?                 | Anger Management                           | Kendra (cameo)                                       | Bognár Gyöngyvér    |
| 2003 | Nő előttem, nő utánam             | Hope Springs                               | Mandy                                                | Major Melinda       |
| 2004 | Gyilkos áldás                     | Blessed                                    | Samantha Howard                                      | Huszárik Kata       |
| 2005 | Mária Magdolna                    | Mary                                       | Elizabeth Younger                                    | Huszárik Kata       |
| 2005 | Habostorta                        | Cake                                       | Pippa McGee                                          | Solecki Janka       |
| 2006 | Óh, óh Ohio                       | The Oh in Ohio                             | Justine                                              | Sánta Annamária     |
| 2006 | Bobby Kennedy – A végzetes nap    | Bobby                                      | Angela                                               | Huszárik Kata       |
| 2006 | Ara csak egy van                  | Gray Matters                               | Gray Baldwin                                         | Kiss Virág Magdolna |
| 2006 | Elveszett remény                  | Broken                                     | Hope                                                 | Györgyi Anna        |
| 2006 | Elveszett remény                  | Broken                                     | Hope                                                 | Solecki Janka       |
| 2007 |                                   | Adrift in Manhattan                        | Rose Phipps                                          |                     |
| 2007 |                                   | Have Dreams, Will Travel                   | nagynéni                                             |                     |
| 2008 |                                   | Alien Love Triangle (rövidfilm)            | Elizabeth                                            |                     |
| 2008 | Last minute bébi                  | Miss Conception                            | Georgina Salt                                        |                     |
| 2008 | Segítség, gyereket várok!         | Baby on Board                              | Angela Marks                                         | Kiss Virág Magdolna |
| 2009 |                                   | ExTerminators                              | Alex                                                 |                     |
| 2009 | Másnaposok                        | The Hangover                               | Jade                                                 | Major Melinda       |
| 2009 | Boogie Woogie                     | Boogie Woogie                              | Beth Freemantle                                      |                     |
| 2010 |                                   | Father of Invention                        | Phoebe                                               |                     |
| 2011 |                                   | The Flying Machine                         | Georgie                                              |                     |
| 2011 |                                   | Son of Morning                             | Josephine Tuttle                                     |                     |
| 2011 | 5 nap háború                      | 5 Days of War                              | Miriam Eisner                                        | Kis-Kovács Luca     |
| 2011 | Judy Moody és a nem nyamvadt nyár | Judy Moody and the Not Bummer Summer       | Opal Moody néni                                      |                     |
| 2012 |                                   | About Cherry                               | Margaret                                             |                     |
| 2012 | Mindenáron                        | At Any Price                               | Meredith Crown                                       | Balsai Móni         |
| 2013 | Másnaposok 3.                     | The Hangover Part III                      | Jade                                                 | Major Melinda       |
| 2013 | Megszállottság                    | Compulsion                                 | Amy                                                  | Solecki Janka       |
| 2013 | Szarvak                           | Horns                                      | Veronica                                             | Zakariás Éva        |
| 2014 | Csak azért is szerelem!           | Goodbye to All That                        | Stephanie                                            | Ősi Ildikó          |
| 2014 | Rossz kisfiú                      | Behaving Badly                             | Annette Stratton-Osborne                             | Solecki Janka       |
| 2016 | Norm, az északi                   | Norm of the North                          | Vera (hangja)                                        | Ruttkay Laura       |
| 2016 |                                   | My Dead Boyfriend                          | Mary McCrawley                                       |                     |
| 2017 |                                   | Wetlands                                   | Savannah                                             |                     |
| 2017 |                                   | Last Rampage                               | Dorothy Tison                                        |                     |
| 2018 |                                   | Half Magic                                 | Honey                                                |                     |
| 2019 |                                   | The Rest of Us                             | Cami                                                 |                     |
| 2020 | Kétségbeesettek                   | Desperados                                 | Angel de la Paz                                      |                     |
| 2020 | Garantált szerelem                | Love, Guaranteed                           | Tamara Taylor                                        | Erdős Borcsa        |
| 2020 | Wander                            | Wander                                     | Shelly Luscomb                                       | Solecki Janka       |
| 2021 |                                   | The Last Son                               | Anna                                                 |                     |
| 2023 | Távol az ég                       | On a Wing and a Prayer                     | Terri White                                          |                     |
| 2023 |                                   | Suitable Flesh                             | Elizabeth Derby                                      |                     |
| 2023 |                                   | Oracle                                     | Kate Simmons                                         |                     |
| 2023 | A másik Zoey                      | The Other Zoey                             | Paula                                                |                     |
| 2023 | Minden idők legjobb karácsonya    | Best. Christmas. Ever!                     | Charlotte Sanders                                    | Solecki Janka       |
| 2024 | Választott családom               | Chosen Family                              | Ann                                                  | Solecki Janka       |
| 2024 |                                   | Place of Bones                             | Pandora                                              |                     |
| 2025 |                                   | Gunslingers                                | Val                                                  |                     |

### Televízió
| Év        | Magyar cím                         | Eredeti cím                | Szerep                          | Megjegyzések                             |
| --------- | ---------------------------------- | -------------------------- | ------------------------------- | ---------------------------------------- |
| 1987      |                                    | Growing Pains              | Cindy / Samantha                | 2 epizód                                 |
| 1987      |                                    | Student Exchange           | Dorrie Ryder                    | tévéfilm                                 |
| 1991      | Twin Peaks                         | Twin Peaks                 | Annie Blackburn                 | 6 epizód                                 |
| 1992      |                                    | O Pioneers!                | Alexandra Bergson fiatalon      | tévéfilm                                 |
| 1995      | Bukott angyalok                    | Fallen Angels              | Carol Whalen                    | 1 epizód                                 |
| 1996      | Végtelen határok                   | The Outer Limits           | Alicia                          | - 1 epizód - magyar hangja: - Kéri Kitty |
| 1996      |                                    | Bullet Hearts              | Carlene Prue                    | próbaepizód                              |
| 1998      |                                    | Fantasy Island             | Jackie                          | 1 epizód (stáblistán nem szerepel)       |
| 1999      | Saturday Night Live                | Saturday Night Live        | önmaga (házigazda)              | 1 epizód                                 |
| 2002      | Szex és New York                   | Sex and the City           | önmaga                          | 1 epizód                                 |
| 2004      | Az ítélet: család                  | Arrested Development       | Beth Baerly                     | 1 epizód                                 |
| 2004–2005 | Dokik                              | Scrubs                     | Dr. Molly Clock                 | 9 epizód                                 |
| 2006–2008 | Miért ne Emily?                    | Emily's Reasons Why Not    | Emily Sanders                   | 6 epizód filmproducer                    |
| 2011      |                                    | Little in Common           | Ellie Weller                    | próbaepizód                              |
| 2011      |                                    | Portlandia                 | Heather                         | 1 epizód                                 |
| 2014      | Kaliforgia                         | Californication            | Julia                           | 9 epizód                                 |
| 2014–2015 |                                    | The Dollanganger Saga      | Corrine Dollanganger / Foxworth | minisorozat (3 epizód)                   |
| 2015      |                                    | Studio City                | Stevie                          | próbaepizód                              |
| 2016–2017 |                                    | Flaked                     | Tilly                           | 4 epizód                                 |
| 2016–2018 | Angie Tribeca – A törvény nemében  | Angie Tribeca              | Diane Duran                     | 5 epizód                                 |
| 2017      |                                    | Law & Order True Crime     | Judalon Smyth                   | minisorozat (7 epizód)                   |
| 2018      |                                    | Bliss                      | Kim Marsden                     | 6 epizód                                 |
| 2018–2019 | Szóljatok a köpcösnek! – A sorozat | Get Shorty                 | Hannah                          | 2 epizód                                 |
| 2019      |                                    | The Hypnotist's Love Story | Sasha                           | próbaepizód vezető producer              |
| 2020      |                                    | The Stand                  | Rita Blakemoor                  | minisorozat (1 epizód)                   |
| 2023      | Extrapolációk                      | Extrapolations             | Hannah                          | minisorozat (1 epizód)                   |

### Videójátékok
| Év   | Cím                         | Szerep                                    | Megjegyzések   |
| ---- | --------------------------- | ----------------------------------------- | -------------- |
| 2004 | EverQuest II                | Antonia Bayle, Qeynos királynője (hangja) |                |
| 2015 | Call of Duty: Black Ops III | Jessica Rose (hangja)                     | motion capture |

### Videóklipek
| Év   | Előadó        | Cím            | Szerep   |
| ---- | ------------- | -------------- | -------- |
| 1999 | Lenny Kravitz | American Woman | táncosnő |

## Fordítás
- Ez a szócikk részben vagy egészben  a   Heather Graham című angol Wikipédia-szócikk ezen változatának fordításán alapul.  Az eredeti cikk szerkesztőit annak laptörténete sorolja fel. Ez a jelzés csupán a megfogalmazás eredetét és a szerzői jogokat jelzi, nem szolgál a cikkben szereplő információk forrásmegjelöléseként.